# 菲律宾樟
菲律賓樟（學名：Camphora philippinensis）又名菲律賓楠，为樟科樟屬下的一个种。

## 扩展阅读
- 維基物種上的相關：菲律賓楠